# Instytut Badawczy Patologii Molekularnej
Instytut Badawczy Patologii Molekularnej (niem. Forschungsinstitut für Molekulare Pathologie, ang. Research Institute of Molecular Pathology, IMP) – biomedyczne centrum naukowe w Wiedniu, prowadzące badania podstawowe w obszarze molekularnych nauk przyrodniczych.
Instytut IMP ma swoją siedzibę na terenie kampusu Vienna BioCenter w Wiedniu. Instytut zatrudnia ok. 270 osób pochodzących z 40 krajów. 200 z tych osób stanowi personel naukowy. Językiem roboczym jest angielski. Instytut IMP został powołany do życia w roku 1985 i jest finansowany przez firmę farmaceutyczną Boehringer Ingelheim oraz za pomocą grantów badawczych.

## Badania

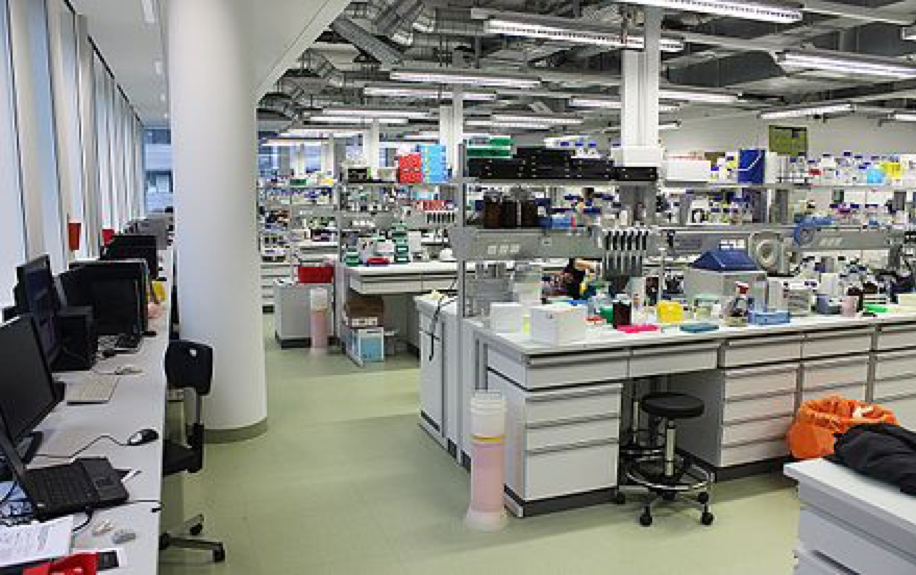
Wielopoziomowa architektura nowego budynku IMP

Instytut IMP obejmuje 15 niezależnych grup badawczych, prowadzących biologiczne badania podstawowe w następujących dziedzinach:
- biologia molekularna i komórkowa,
- biologia strukturalna i biochemia,
- ekspresja genowa i biologia chromosomów,
- biologia komórek macierzystych i rozwój,
- immunologia i badania nad rakiem,
- neuronauka.

### Publikacje, nagrody i wyróżnienia
Naukowcy IMP publikują rocznie od 60 do 90 artykułów w recenzowanych czasopismach naukowych. W latach 1985–2017 autorzy z tego zespołu opublikowali ponad 2000 artykułów badawczych. Od roku 1985, w oparciu o odkrycia dokonane w instytucie, zgłoszono 93 wnioski patentowe. Od czasu ustalenia tego schematu przyznawania grantów w roku 2007, wydziały IMP zdobyły 17 grantów ERC; do 2018 beneficjentami grantów ERC było ok. dwóch trzecich wydziałów IMP.
Od 1996 pięcioro członków wydziałów IMP uhonorowano Nagrodą Wittgensteina. Około jedna trzecia wydziałów IMP została wybrana na członków EMBO (Europejskiej Organizacji Naukowców Przyrodniczych). W 2017 Kim Nasmyth zdobył nagrodę za przełom w nauce (Breakthrough Prize) w dziedzinie nauk przyrodniczych za swoje badania nad kohezyną, które przeprowadził w IMP. Rok później jego była studentka studiów doktoranckich w instytucie IMP – Angelika Amon, również zdobyła tę samą nagrodę.

### Zespoły usług wspólnych
Instytut IMP, wraz z IMBA prowadzi szereg wewnętrznych zespołów usług wspólnych, zapewniających wsparcie oraz usługi naukowe dla badaczy instytutu. Ponadto cztery instytuty badawcze kampusu Vienna Biocenter prowadzą szereg zespołów usług wspólnych zwanych „Vienna BioCenter Core Facilities” (VBCF). Usługi te są dostępne dla wszystkich naukowców pracujących na terenie Vienna BioCenter włącznie z personelem IMP.

## Historia
Instytut IMP został założony jako wspólny projekt firm Boehringer Ingelheim oraz Genentech. Proces ten został zainicjowany w roku 1985. W roku 1988 instytut podjął działalność pod kierownictwem naukowym Maxa Birnstiela. W roku 1992 trzy instytuty Wydziału Nauk Przyrodniczych i Medycyny Uniwersytetu Wiedeńskiego przeniosło się do sąsiedniego budynku – obecnego centrum ds. badań medycznych – Max F. Perutz Laboratories (MFPL). Stworzyło to podwaliny pod obszar kampusu, który nosi nazwę „Vienna Biocenter” (VBC).
W roku 1993 firma Boehringer Ingelheim przejęła od Genentech wszystkie udziały w IMP. W roku 1997, po przejściu Maxa Birnstiela na emeryturę, kierownictwo naukowe w IMP objął Kim Nasmyth.
W roku 2006 w sąsiedztwie instytutu IMP swoją działalność podjęły dwa instytuty Austriackiej Akademii Nauk: Instytut Biotechnologii Molekularnej (Institute of Molecular Biotechnology, IMBA) oraz Instytut Biologii Molekularnej im. Gregora Mendla (Gregor Mendel Institute, GMI). Wszystkie te instytucje badawcze nawiązały ścisłą współpracę, prowadząc zespoły usług wspólnych. W tym samym roku Dyrektorem ds. Naukowych IMP został Barry Dickson.
Od 2013 Dyrektorem ds. Naukowych IMP jest Jan-Michael Peters. Pod koniec roku 2016 instytut IMP przeniósł się do nowego budynku, który oficjalnie został otwarty w dniu 1 marca 2017.

## Program studiów doktoranckich
„VBC PhD Programme” jest międzynarodowym programem studiów doktoranckich, prowadzonym przez cztery instytuty badawcze należące do kampusu Vienna Biocenter (IMP, IMBA, GMI oraz MFPL). Nabór do programu odbywa się w drodze konkursu i podlega formalnej procedurze selekcji. Co roku przeprowadzane są dwie selekcje. Terminy zgłaszania przypadają w dniach 30 kwietnia i 15 listopada. Warunkiem odbywania studiów doktoranckich w IMP jest udział w programie.

## Budynek

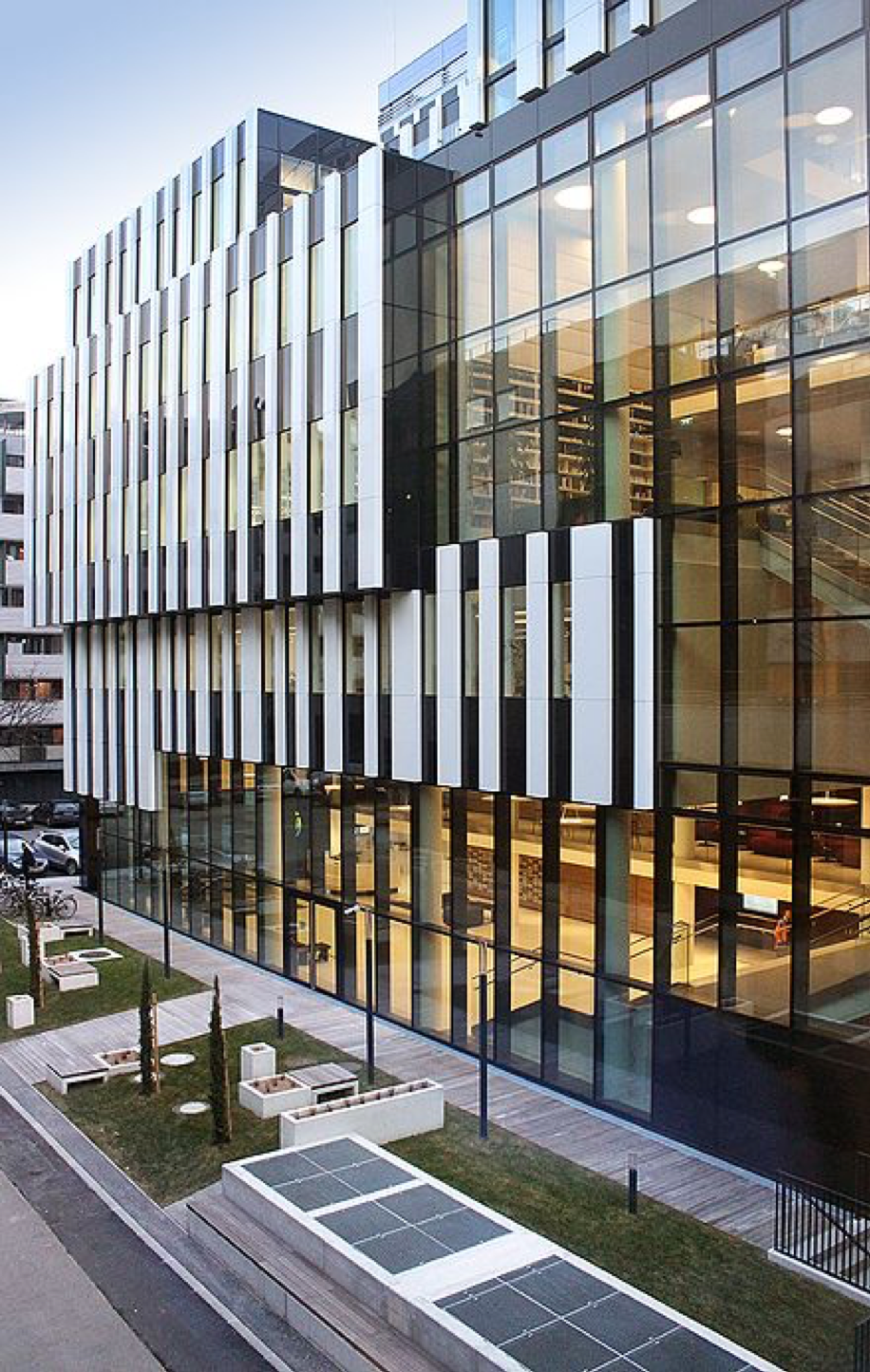
Instytut Badawczy Patologii Molekularnej (IMP), widok z zewnątrz

Obecny budynek instytutu IMP w kampusie Vienna-Biocenter 1 został otwarty w roku 2017. Zajmuje on 15 000 m kw. powierzchni całkowitej (w świetle ścian otaczających) i 8000 m kw. powierzchni netto (z odliczeniem ścian działowych, klatek schodowych itp.), podzielonych na osiem kondygnacji.
3000 m kw. w budynku zajmują laboratoria, a 2000 m kw. biura. W auli wykładowej przewidziane są miejsca dla 280 słuchaczy. Budynek dysponuje pomieszczeniami technicznymi oraz sześcioma salami seminaryjnymi. Niektóre pomieszczenia, takie jak kawiarnia, a także zespoły usług naukowych są dostępne również dla personelu innych jednostek należących do kampusu Vienna Biocenter. Budynek IMP jest połączony z sąsiednim Instytutem Biotechnologii Molekularnej za pomocą pomostu.

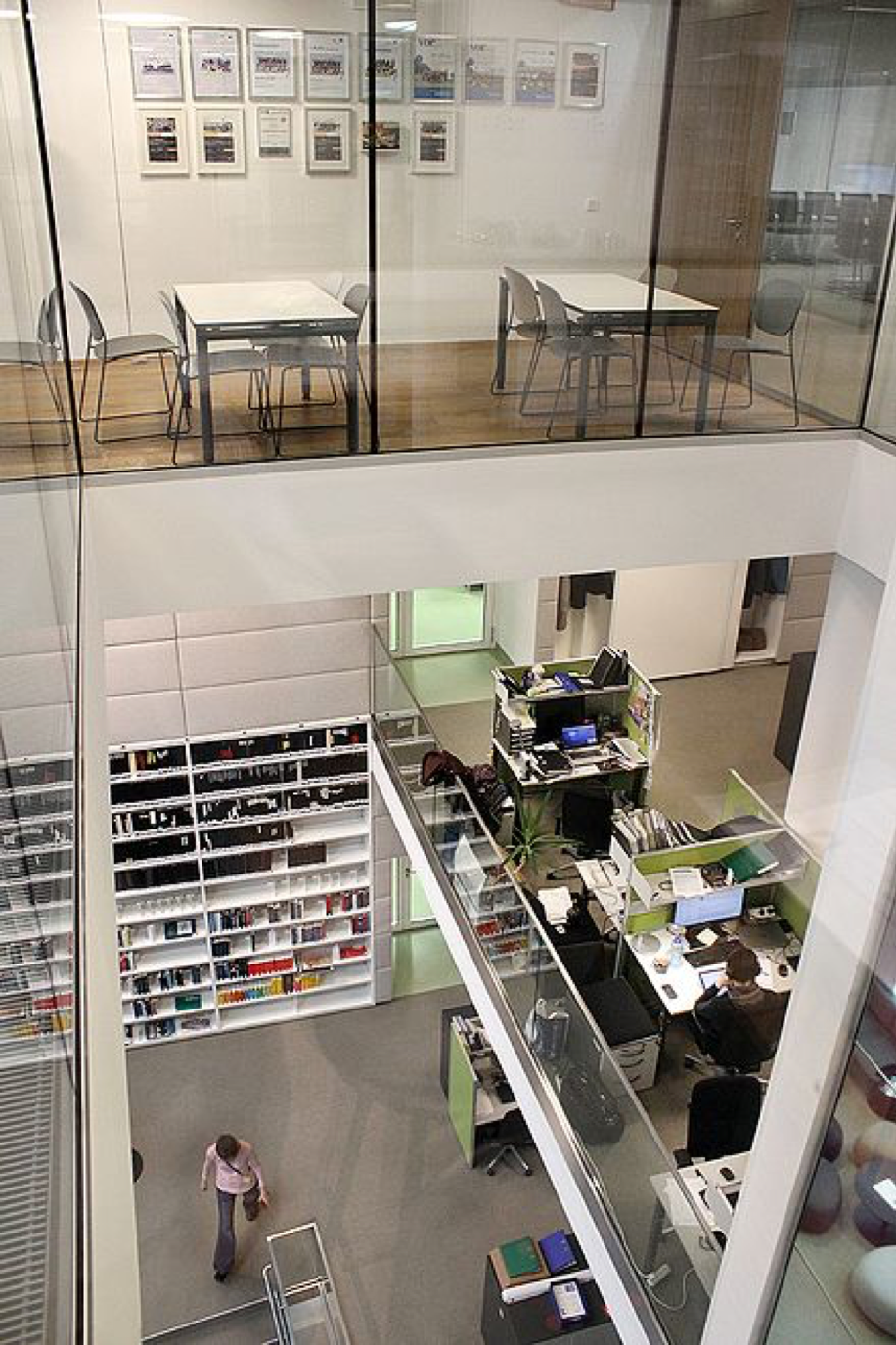
Wielopoziomowa architektura nowego budynku IMP

Niektóre cechy budynku nawiązują do badań biologicznych: pasy elewacji przypominają pasma DNA widziane podczas elektroforezy żelowej; szklana obudowa windy centralnej jest pokryta folią dichroiczną, wykorzystywaną również w filtrach w mikroskopii świetlnej. Koszty projektu, które wynisosły 52 mln EUR, zostały poniesione przez głównego sponsora instytutu IMP, firmę Boehringer Ingelheim.

## Naukowa Rada Konsultacyjna
W celu dotrzymywania wysokich standardów w badaniach, instytut IMP stosuje proces stałego sprawdzania i opiniowania. Złożona z wybitnych naukowców, Naukowa Rada Konsultacyjna (SAB), spotyka się raz w roku i omawia jakość, istotność i główny przedmiot zainteresowania badań prowadzonych w IMP. Radzie SAB przewodniczy Leslie Vosshall z Uniwersytetu Rockefellera. Do grona pozostałych członków Rady należą Angelika Amon (Massachusetts Institute of Technology); Hans Clevers (Hubrecht Institute); Michael Hausser (University College London); Norbert Kraut (Boehringer Ingelheim); Dan Littman (Langone Medical Center Uniwersytetu Nowojorskiego); Ruslan Medzhitov (Yale School of Medicine/HHMI); Tom Rapoport (Harvard Medical School); Dirk Schübeler (Friedrich Miescher Institute).

## Finansowanie
Fundusz podstawowy na finansowanie działalności IMP w dużym stopniu zapewnia firma Boehringer Ingelheim. Fundusze wspomagające pochodzą z grantów fundowanych na rzecz poszczególnych naukowców i projekty przez fundacje krajowe i międzynarodowe, takie jak Austrian Science Fund (Austriacka Fundacja Nauki, FWF), Austrian Industrial Research Promotion Fund (Austriacki Fundusz Promocji Badań Naukowych, FFG), Vienna Science and Technology Fund (Wiedeński Fundusz Badań, Nauki i Technologii, WWTF), Zentrum für Innovation und Technologie (Centrum Innowacji i Technologii, ZIT), Miasto Wiedeń, austriacki rząd federalny, Human Frontier Science Program (Program Nauki o Granicach Ludzkich Możliwości, HFSP) oraz Unia Europejska.

## Osoby związane z IMP

### Liderzy grup
- Meinrad Busslinger: zaangażowanie komórek macierzystych w hemopoezie

- Tim Clausen: molekularne mechanizmy kontroli jakości białek

- Jan-Michael Peters: mitoza i biologia chromosomów

- Alexander Stark: biologia systemów motywów i sieci regulacyjnych – w kierunku zrozumienia ekspresji genów z sekwencji DNA

- Elly Tanaka: molekularne mechanizmy regeneracji u kręgowców

### Absolwenci
- Angelika Amon, studentka studiów magisterskich/ doktoranckich, 1989-1993

- Denise Barlow, liderka grupy, 1988-1996

- Hartmut Beug, starszy naukowiec, 1988-2010

- Adrian Bird, starszy naukowiec, 1987-1990

- Max Birnstiel, Dyrektor Generalny, 1989-1996

- Barry Dickson, lider grupy, 1998-2002; Dyrektor Generalny, 2006-2012

- Thomas Jenuwein, group leader/ starszy naukowiec, 1993-2008

- Kim Nasmyth, starszy naukowiec/Dyrektor Generalny, 1989-2003

- Giulio Superti-Furga, student studiów doktoranckich, 1988-1990

- Frank Uhlmann, absolwent studiów doktoranckich, 1997-2000

- Erwin Wagner, starszy naukowiec/zastępca dyrektora, 1988-2008

- Martin Zenke, lider grupy, 1988-1995